# Morishita Shun
Morishita Shun (森下 俊 Morishita Shun, sinh ngày 11 tháng 5 năm 1986 ở Ise, Mie) là một cầu thủ bóng đá người Nhật Bản hiện tại thi đấu cho Júbilo Iwata.

## Thống kê sự nghiệp
Cập nhật đến ngày 23 tháng 2 năm 2017.
| Thành tích câu lạc bộ | Thành tích câu lạc bộ | Thành tích câu lạc bộ | Giải vô địch | Giải vô địch | Cúp                   | Cúp                   | Cúp Liên đoàn | Cúp Liên đoàn | Châu lục | Châu lục  | Tổng cộng | Tổng cộng |
| Mùa giải              | Câu lạc bộ            | Giải vô địch          | Số trận      | Bàn thắng    | Số trận               | Bàn thắng             | Số trận       | Bàn thắng     | Số trận  | Bàn thắng | Số trận   | Bàn thắng |
| Nhật Bản              | Nhật Bản              | Nhật Bản              | Giải vô địch | Giải vô địch | Cúp Hoàng đế Nhật Bản | Cúp Hoàng đế Nhật Bản | Cúp Liên đoàn | Cúp Liên đoàn | Châu Á   | Châu Á    | Tổng cộng | Tổng cộng |
| --------------------- | --------------------- | --------------------- | ------------ | ------------ | --------------------- | --------------------- | ------------- | ------------- | -------- | --------- | --------- | --------- |
| 2005                  | Júbilo Iwata          | J1 League             | 1            | 0            | 0                     | 0                     | 1             | 0             | 1        | 0         | 3         | 0         |
| 2006                  | Júbilo Iwata          | J1 League             | 2            | 0            | 0                     | 0                     | 2             | 0             | -        | -         | 4         | 0         |
| 2007                  | Júbilo Iwata          | J1 League             | 0            | 0            | 0                     | 0                     | 0             | 0             | -        | -         | 0         | 0         |
| 2008                  | Júbilo Iwata          | J1 League             | 1            | 0            | 1                     | 0                     | 1             | 0             | -        | -         | 3         | 0         |
| 2009                  | Kyoto Sanga F.C.      | J1 League             | 9            | 0            | 2                     | 0                     | 1             | 0             | -        | -         | 12        | 0         |
| 2010                  | Kyoto Sanga F.C.      | J1 League             | 28           | 0            | 2                     | 0                     | 4             | 0             | -        | -         | 34        | 0         |
| 2011                  | Kyoto Sanga F.C.      | J2 League             | 31           | 0            | 5                     | 0                     | -             | -             | -        | -         | 36        | 0         |
| 2012                  | Kawasaki Frontale     | J1 League             | 12           | 0            | 0                     | 0                     | 4             | 0             | -        | -         | 16        | 0         |
| 2013                  | Yokohama FC           | J2 League             | 23           | 0            | 1                     | 0                     | -             | -             | -        | -         | 24        | 0         |
| 2014                  | Júbilo Iwata          | J2 League             | 20           | 1            | 1                     | 0                     | -             | -             | -        | -         | 21        | 1         |
| 2015                  | Júbilo Iwata          | J2 League             | 18           | 0            | 0                     | 0                     | -             | -             | -        | -         | 18        | 0         |
| 2016                  | Júbilo Iwata          | J1 League             | 26           | 0            | 0                     | 0                     | 0             | 0             | –        | –         | 26        | 0         |
| Tổng cộng sự nghiệp   | Tổng cộng sự nghiệp   | Tổng cộng sự nghiệp   | 171          | 1            | 12                    | 0                     | 13            | 0             | 1        | 0         | 197       | 1         |